# Troilus
 (mars 2024).
Genre
Troilus est un genre d'insectes hétéroptères (punaises) de la famille des Pentatomidae. 

## Aire de répartition
Selon Thomas, 1994, l'espèce T. luridus est largement répandue dans toute l'Europe avec une extension en Asie: Russie, Chine, Inde, Indonésie. La seconde espèce T. testaceus est seulement connue de Chine.

## Systématique
Le genre Troilus a été décrit pour la première fois par l'entomologiste suédois Carl Stål en 1867, à partir de l'espèce-type Cimex luridus Fabricius, 1775, et initialement comme un sous-genre de Podisus. Stål valide le statut de genre en 1872.

### Publication originale
- (la) Stål, C., « Bidrag till Hemipterernas systematik », Öfversigt af Kongliga Svenska Vetenskaps-Akademiens Förhandlingar, vol. 24, no 7,‎ 1867, p. 491–560 (lire en ligne)

### Liste des espèces
Selon GBIF (19 mars 2024) :
- Troilus luridus (Fabricius, 1775)
- Troilus testaceus Zheng & Liu, 1987